# Comuna Kutîn, Zaricine
Kutîn (în ucraineană Кутин) este o comună în raionul Zaricine, regiunea Rivne, Ucraina, formată din satele Kutîn (reședința), Kutînok, Liubîn, Zadovje și Zaozerea.

## Demografie
Componența lingvistică a comunei Kutîn
     Ucraineană (99,59%)
     Alte limbi (0,41%)
Conform recensământului din 2001, majoritatea populației comunei Kutîn era vorbitoare de ucraineană (99,59%), existând în minoritate și vorbitori de alte limbi.